# Rubio

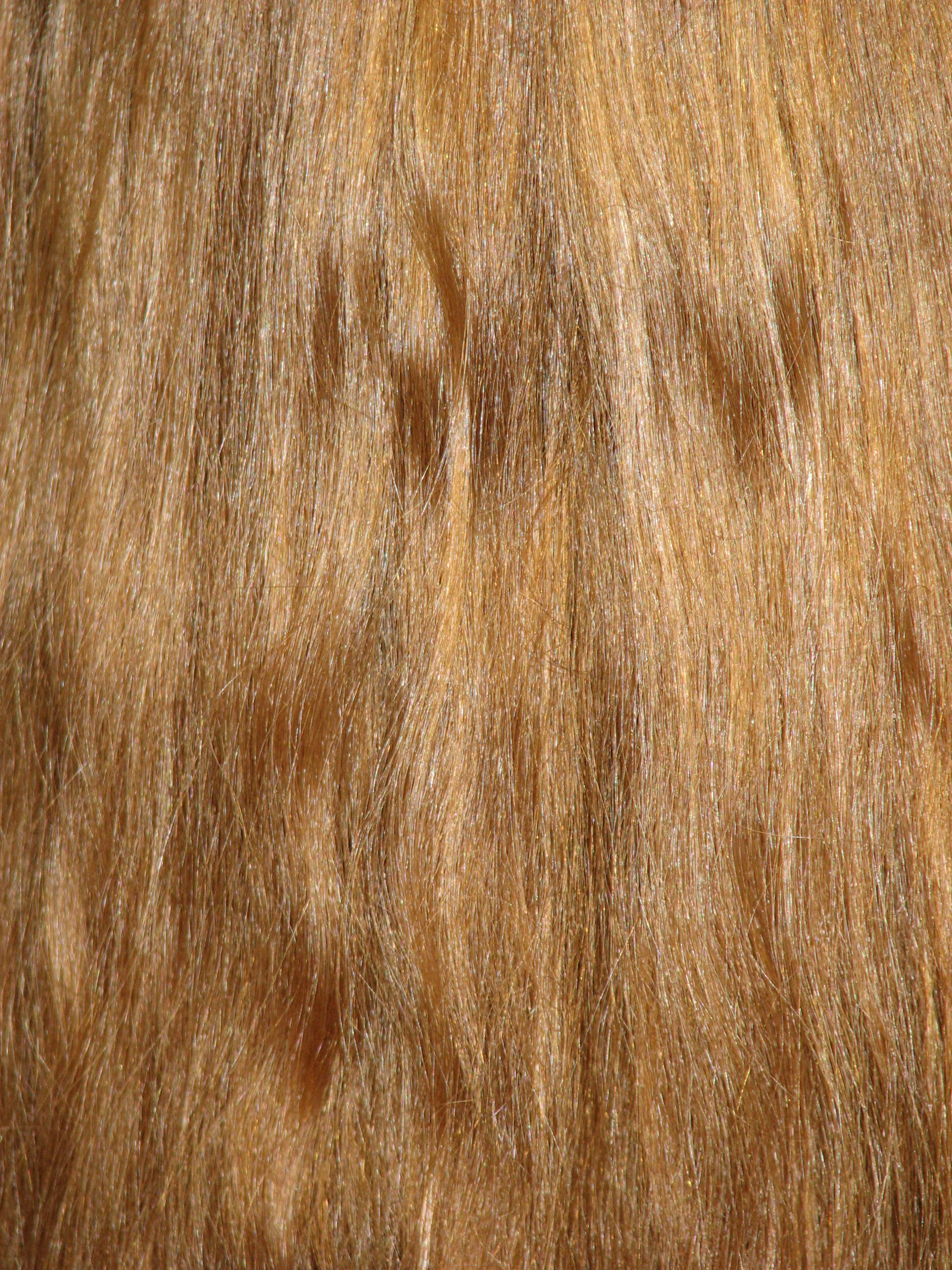
Imagen de un cabello rubio.

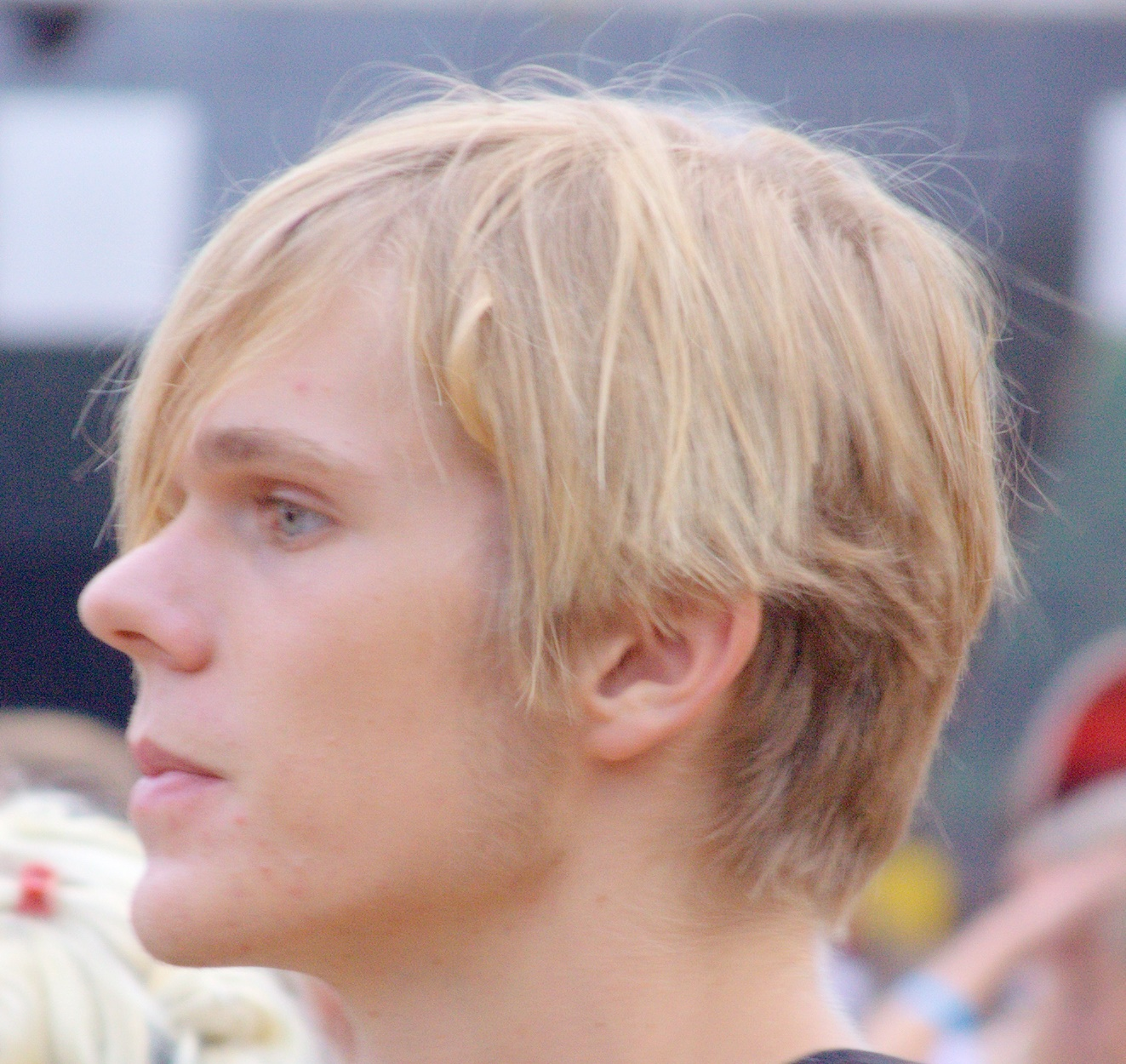
Perfil de un hombre joven de cabellera rubia.

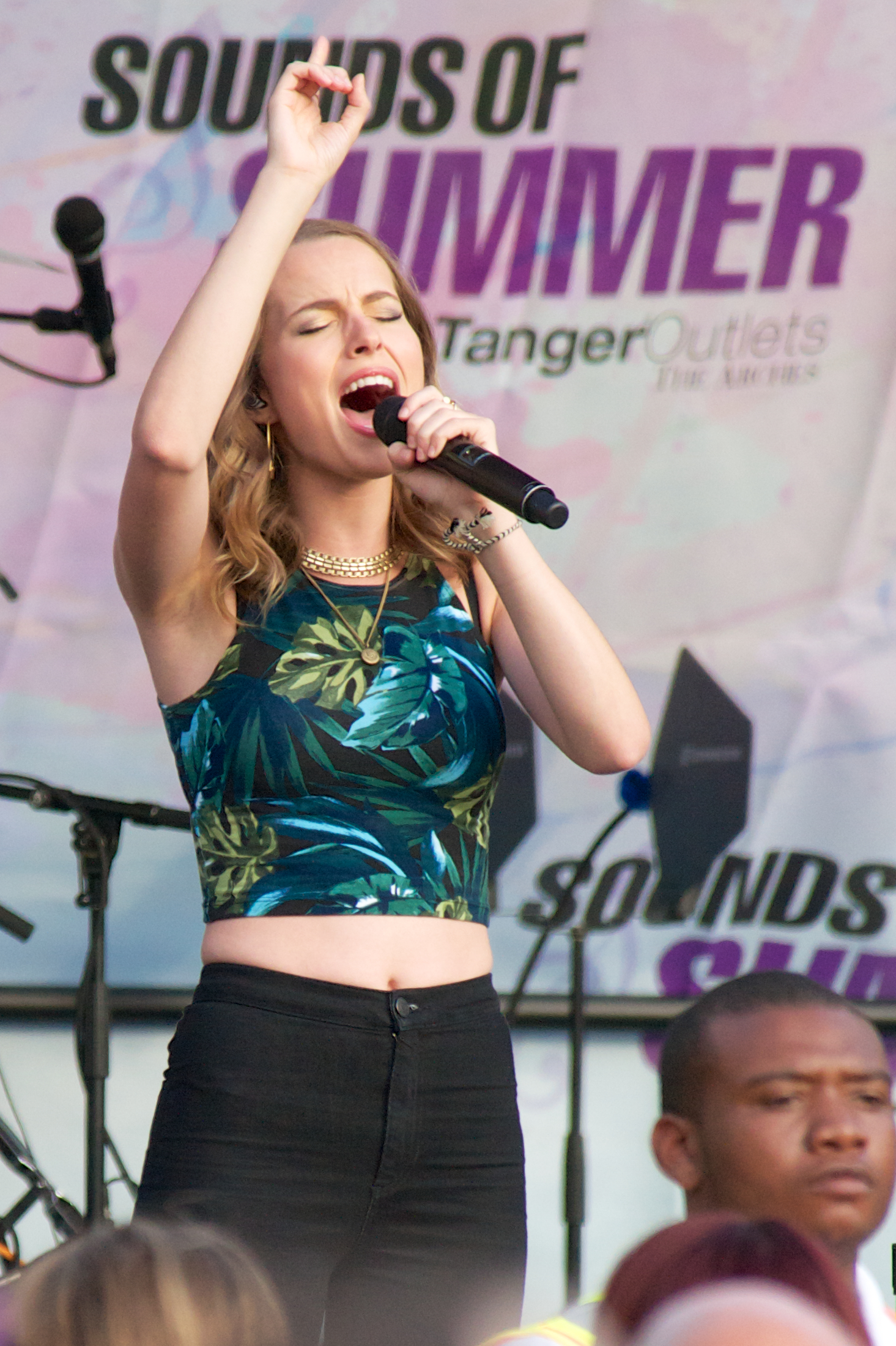
Mujer joven con cabello rubio.

El rubio o dorado es un color de cabello caracterizado por niveles bajos de melanina. El color puede variar desde un rubio muy pálido (causado por la distribución escasa e irregular de pigmento), hasta tonos rubios dorados-marrones como los rubios ceniza y rubios avellana (estos últimos con más melanina).
El rubio es el resultado de una pequeña cantidad de eumelanina marrón —el cabello rojizo resulta de una pequeña cantidad de eumelanina marrón mezclada con feomelanina principalmente roja—. El tono visible resultante depende de varios factores, pero siempre tiene algún tipo de color amarillento.
Esta tonalidad de cabello se da más abundantemente en personas originarias de la zona central de Fenoscandia (Europa).

## Variedades

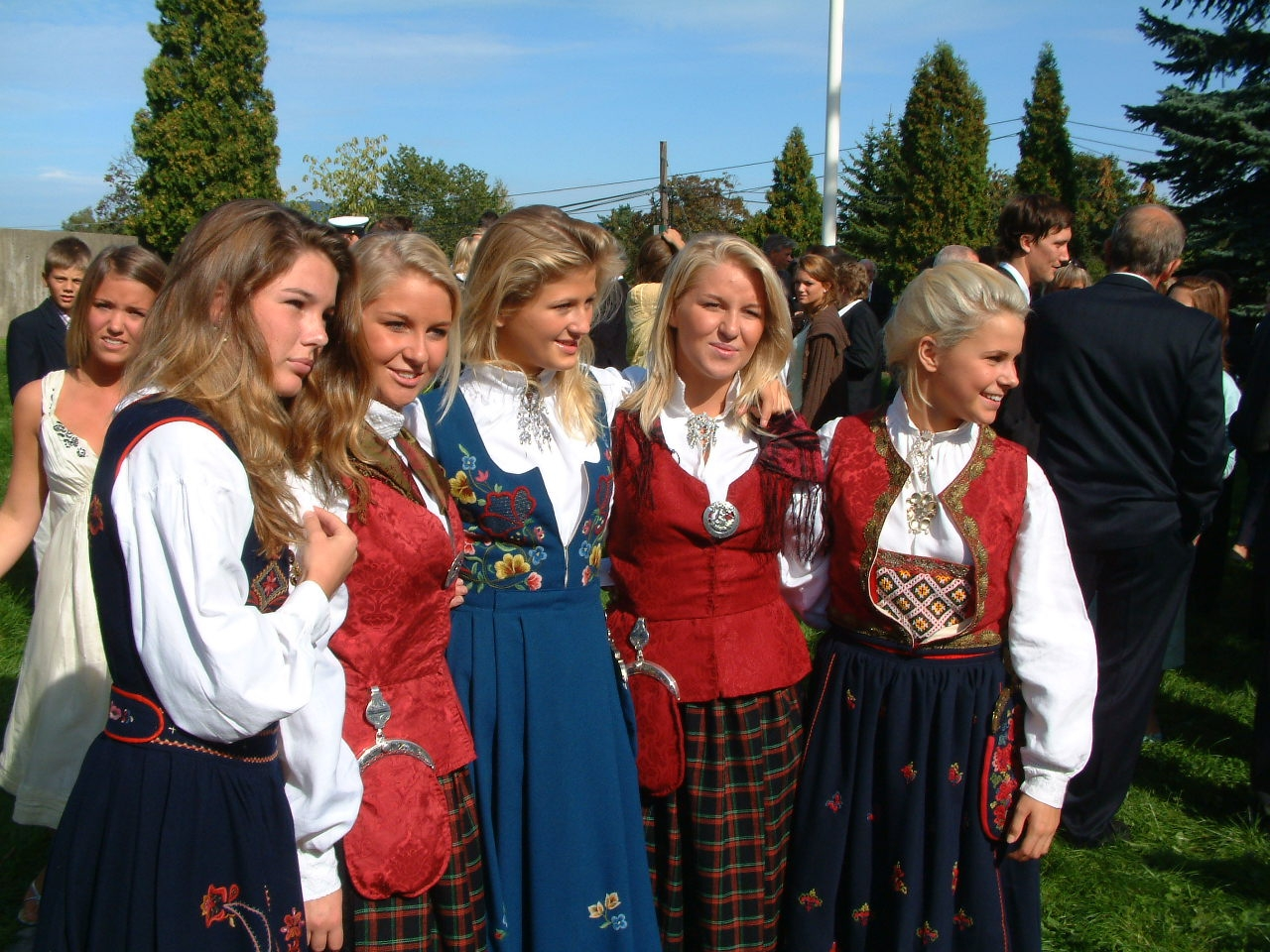
Mujeres en trajes nacionales en Akershus, Noruega

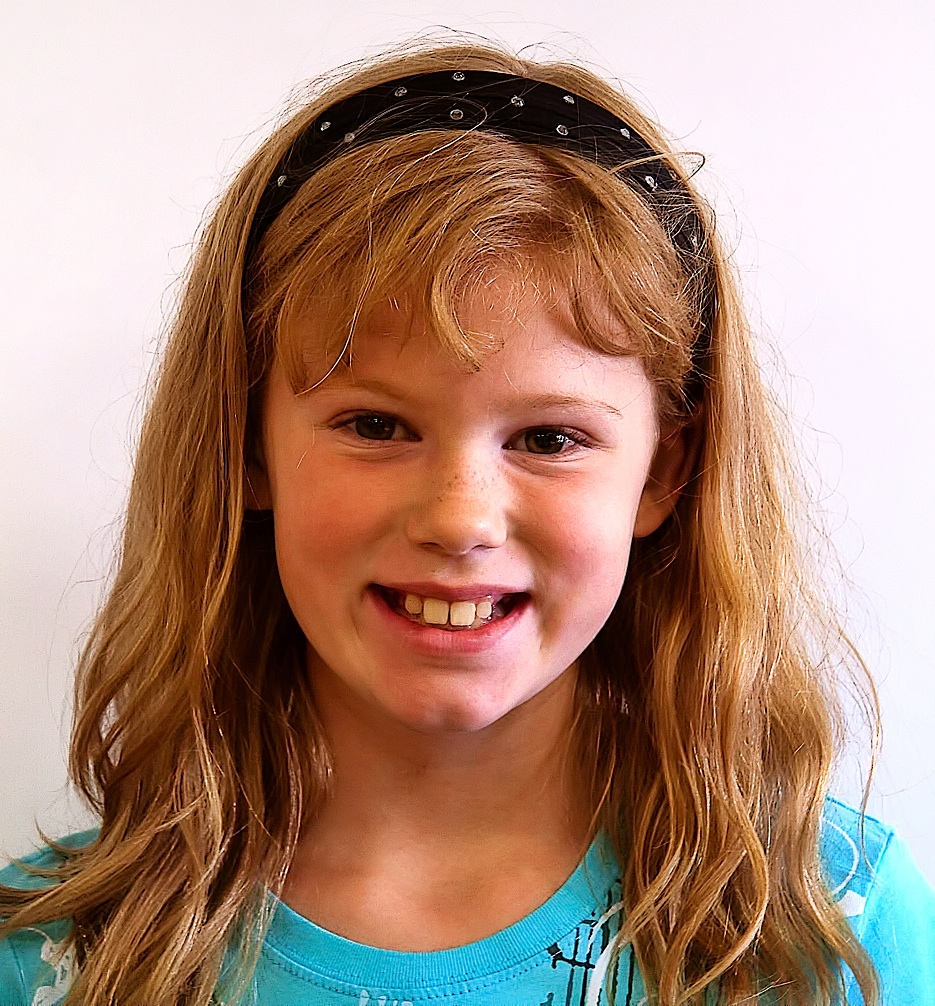
Color rubio fresa

Muchas subcategorías del cabello rubio también se han definido para describir mejor a una persona rubia. Los ejemplos más comunes incluyen los siguientes:
- Rubio - cuando se distingue de otras variedades, el «rubio» por sí mismo se refiere a un rubio claro, aunque no necesariamente; suele tener más tonalidades rojizas o tirando al marrón castaño o dorado.
- Amarillo - rubio amarillo («amarillo» también se puede usar para referirse al cabello teñido de amarillo).
- Platino o platinado - rubio blanquecino, casi todos los rubios platinados naturales son niños.
- Arena - avellana grisáceo casi castaño, o rubio color crema.
- Dorado - un rubio oscuro.
- Rojizo - un rubio dorado rojizo claro u oscuro, a veces confundible con el pelirrojo claro.
- Sucio - rubio muy oscuro con manchas de rubio dorado y marrón, a veces confundible con el castaño muy claro.
- Ceniza - rubio oscuro pálido o grisáceo muy similar al castaño claro.
- Nevado - más brillante que el rubio platino.
- Blanqueado o rubio oxigenado - rubio artificial levemente más claro que el rubio platinado.
- Trigueño - rubio natural del color del trigo, con tonos castaños y rubios más brillantes.
- Fresa o veneciano - rubio con tonos rojizos

En algunos de estos casos, el límite entre rubio y otros colores de pelo no está claro, como entre el rubio sucio y el castaño claro o el rubio rojizo y el pelirrojo claro, por lo que personas con el mismo tono de pelo pueden definirse de modo distinto.

## Evolución

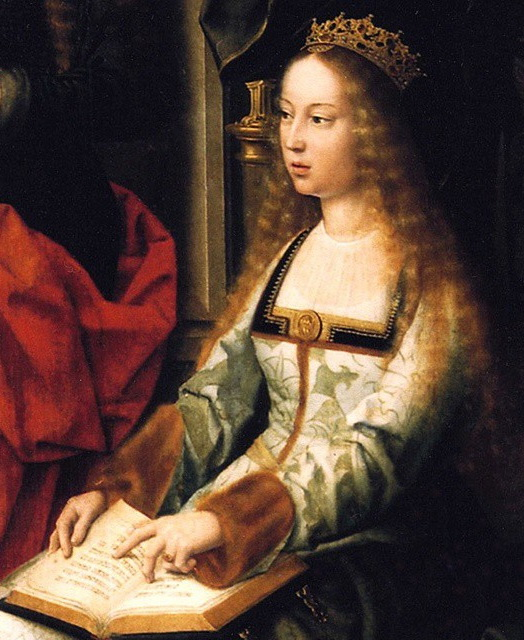
Un cuadro de Isabel I de Castilla, quien tenía el cabello claro.

El cabello rubio, así como de color más claro, se da con mayor frecuencia en Europa y menos frecuentemente en otras áreas. El análisis de ADN antiguo (ADN) ha revelado que el fósil más antiguo conocido por llevar el alelo KITLG derivado, que es responsable del cabello rubio en los europeos modernos, es un espécimen del norte de Eurasia de diecisiete mil años del este de Siberia. El genetista David Reich dijo que los cientos de millones de copias de este polimorfismo puntual, la clásica mutación del cabello rubio europeo, ingresaron a Europa continental a través de una migración masiva de población de la estepa euroasiática, por parte de un pueblo que tenía ascendencia sustancial del norte de Eurasia antigua. La antigua mezcla del norte de Eurasia está presente en fósiles mesolíticos del norte de Europa y está relacionada con la predicción del cabello rubio en los escandinavos de la Edad de Piedra mediante análisis de ADN antiguo.
Gavin Evans analizó varios años de investigación sobre el origen del cabello rubio europeo y concluyó que la presencia generalizada de cabello rubio en Europa se debe en gran parte a las expansiones territoriales de los pastores de las estepas occidentales «que todo lo conquistan»; quien llevó los genes del cabello rubio. Un artículo de revisión publicado en 2020 analiza datos fósiles de una amplia variedad de fuentes publicadas. Los autores afirman las declaraciones anteriores, y señalan que las poblaciones derivadas del antiguo norte de Eurasia portaron el alelo derivado del cabello rubio a Europa, y que la «propagación masiva» de los pastores esteparios de Yamnaya probablemente causó el «rápido barrido selectivo en las poblaciones europeas hacia la piel y el cabello claros».
Una investigación japonesa en 2006 encontró que la mutación genética que provocó la evolución del cabello rubio data de la edad de hielo que ocurrió hace unos once mil años.  Desde entonces, los restos de diecisiete mil años de edad de un cazador-recolector de pelo rubio del norte de Eurasia se han encontrado en el este de Siberia, lo que sugirió un origen anterior. Y ahora sabemos que hay varios genes asociados con el cabello rubio, lo que significa que podría haber evolucionado en diferentes lugares de forma independiente, tal vez relacionado con la deriva genética. Esta puede ser la razón por la cual entre el cinco y el diez por ciento de las personas de piel oscura en las Islas Salomón, al este de Papúa Nueva Guinea, son rubias; todo se debe a un solo gen, uno que no comparten los rubios de origen europeo. El cabello rubio en personas de las Islas Salomón se debe a mutaciones en el gen TYRP que son exclusivas de este grupo y se presentan con una frecuencia del 26 % en la población.
En el norte de Europa, como por ejemplo en los países nórdicos, su frecuencia es muy alta. El gen del color de pelo MC1R tiene al menos siete variantes en Europa dándole al continente un amplio rango de tonalidades de color de cabello y ojos.
Una explicación consensuada para la evolución del pelo claro o rubio está relacionada con la necesidad de síntesis de la vitamina D y la escasez de sol en el norte de Europa. Una piel más clara se debe a una menor concentración de pigmentación, lo que permite una mayor absorción del escaso sol y mejor producción de vitamina D. De este modo, las frecuencias altas de cabello claro en las latitudes del norte son un resultado de adaptación de la piel clara a menores niveles de luz solar, lo que reduce la prevalencia de raquitismo causado por la deficiencia de vitamina D. La pigmentación más oscura de ciertos grupos étnicos de altas latitudes como los inuit se explica por una mayor proporción de marisco en su dieta. Como el marisco es rico en vitamina D, no se da una deficiencia en vitamina D que crease una presión evolutiva hacia una pigmentación más clara en dichas poblaciones. Sin embargo, la inmigración relativamente reciente de los inuit desde regiones del sur hacia las actuales regiones de ocupación (cerca del 10000 a. C.), coincidiendo con la retirada de la capa de hielo de Norteamérica, puede ofrecer una mejor explicación.[cita requerida]
Otra teoría indica que los hombres de aquella época encontraban a las mujeres rubias más atractivas o viceversa, que las mujeres de entonces encontrasen más atractivos a los hombres rubios. El antropólogo canadiense Peter Frost, con la ayuda de la Universidad de Saint Andrews, publicó un estudio en marzo de 2006 en la revista Evolution and Human Behavior, en el cual afirmaba que el cabello rubio se expandió muy rápidamente al final de la última glaciación debido a la selección sexual. Según dicho estudio, la aparición del pelo rubio y los ojos azules en ciertas mujeres del norte de Europa las hizo preferibles a sus competidoras en una época de intensa competencia por los hombres debido a su escasez, debido a los largos y arduos viajes de caza a los que eran sometidos; esta hipótesis sostiene que las mujeres rubias poseían una diferenciación sobre el resto que las ayudaba para aparearse y por tanto incrementar el número de rubios.
La teoría planteada en The History and Geography of Human Genes (1994) dice que el cabello rubio se volvió predominante en el Norte de Europa a principios del 3000 a. C., en la región que hoy se corresponde con Lituania, al tener lugar la reciente llegada de los colonos protoindoeuropeos (según la hipótesis de los kurganes). Es probable que este rasgo se extendiera rápidamente a través de la selección sexual durante la migración a Escandinavia al finalizar la última glaciación, ya que los hombres encontraban atractivas a las mujeres rubias.

## Distribución geográfica

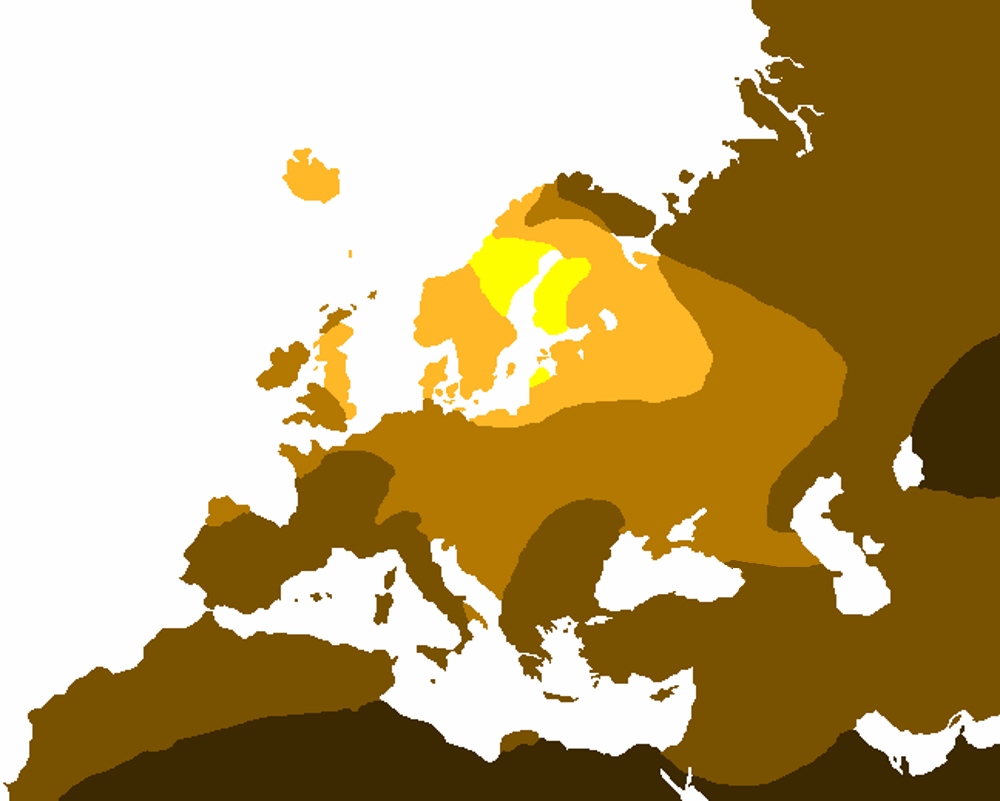
Mapa que muestra la distribución geográfica de la frecuencia de cabellos claros en la población de Europa:
>80% (Ejemplos: Centro de Suecia y Noruega, oeste de Finlandia)
50-79% (Ejemplos: Dinamarca o Islandia)
20-49% (Ejemplos: Alemania, Irlanda, Normandía o Austria)
1-19 % (Ejemplos: Grecia, Serbia, Bulgaria o Turquía)
<1 % (Virtualmente solo fuera de Europa. Ejemplo: Península arábiga)

El cabello rubio es más común en bebés y niños de piel clara, tanto que la locución «rubio bebé» se usa a menudo para el cabello de color muy claro. Los bebés pueden nacer con cabello rubio incluso entre grupos donde los adultos rara vez tienen cabello rubio, aunque ese cabello natural generalmente se cae rápidamente. El cabello rubio tiende a oscurecerse con la edad, y el cabello rubio de muchos niños se vuelve castaño claro, medio u oscuro antes o durante la edad adulta. Debido a que el cabello rubio tiende a volverse marrón con la edad, el cabello rubio natural es significativamente menos común en la edad adulta.

### Europa
El cabello rubio se encuentra con mayor frecuencia entre las personas originarias del norte de Europa con un centro de gravedad alrededor del mar Báltico. La pigmentación clara (color) tanto del cabello como de los ojos es más común alrededor del Báltico y el cabello oscuro aumenta constantemente hacia el exterior de esta área. En esta zona del norte de Europa, históricamente existe una gran variación en el color de pelo y ojos: son comunes los ojos marrones, azules, grises y verdes; mientras que el castaño, el dorado, el rubio, el claro y el pelirrojo son colores de cabello comunes. Fuera de esta zona hay menos variación en el color de ojos y pelo.
El pelo rubio es más frecuentemente encontrado en los pueblos autóctonos del Norte y Este de Europa. La pigmentación tanto del pelo como de los ojos es más clara alrededor del sur del mar Báltico y se oscurece regularmente y casi concéntricamente alrededor de esa región.
Debido a la emigración e invasión del norte de Europa, hay un número de rubios en el Sur de Europa y Europa del Oeste. Debido a la emigración europea desde el siglo XVI hasta el siglo XX, los rubios pueden ser también encontrados alrededor de todo el mundo como en Norteamérica, Sudamérica, Oceanía, Sudáfrica, etc.
La principal vía de entrada de gente de cabello rubio al sur de Europa fueron los pueblos bárbaros que emigraron desde el centro y norte del continente a finales de la era romana, como es el caso de los hérulos, ostrogodos, suevos, vándalos, visigodos, alanos y lombardos; y en la Edad Media los normandos, que conquistaron Sicilia y el sur de la península itálica.

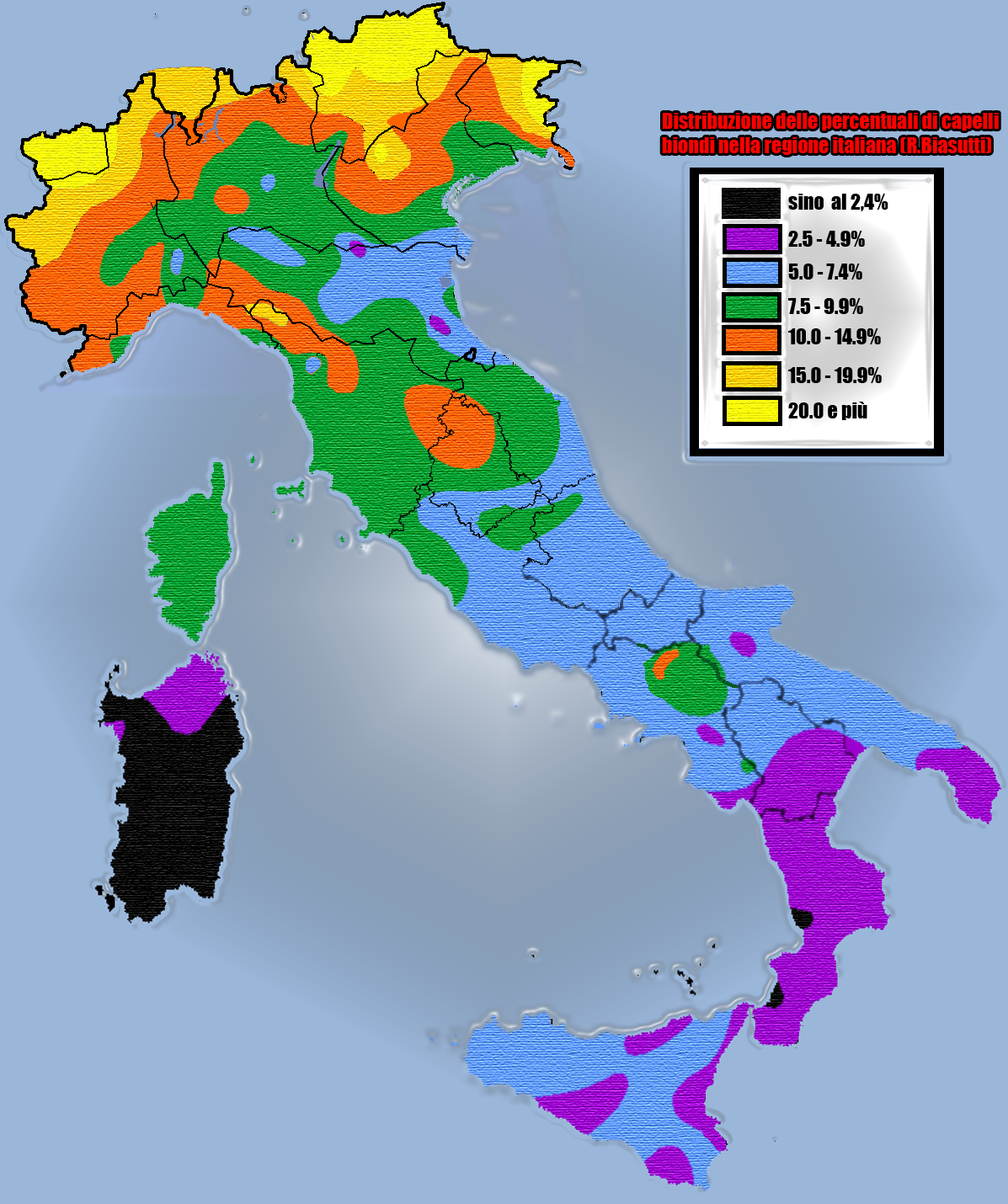
Presencia del cabello rubio en Italia (1888) basado en estudio a reclutas nacidos entre 1859 a 1863.

La presencia de poblaciones rubias en Italia se remonta a los celtas que poblaron el valle del Po en la antigüedad. Después llegaron los pueblos germanos por lo cual ahora un 20 % de los italianos de los Alpes son rubios. Actualmente, Italia tiene una media nacional de 8,2 % de cabellos rubios y la presencia de los rubios disminuye bajando desde los Alpes hasta Sicilia, llegando a ser casi nula en Cerdeña. Al norte de Roma casi el 33 % de los italianos tiene cabellos rubios y/o semi-rubios (castaños claros). Una característica de los rubios italianos es que son los más altos de la población italiana: en el censo 2011 los italianos varones tenían una media de 178 cm, pero los rubios alcanzaban una media de 181 cm de altura.
En un estudio de 2019, los Países Bajos mostraron la mayor proporción de cabello rubio con 71,45%, (pelirrojo 2,60% y marrón 25,90%);  En Dinamarca el 64% es rubio, (pelirrojo 4,99% y marrón 30,66%); En Gran Bretaña los rubios son el 41,36%, (marrón 50,15% y pelirrojo 8,44%); Mientras que en Estonia el 56% era rubio, (marrón 43% y pelirrojo un 1%).
En Francia, según una fuente publicada en 1939, el blondismo es más común en Normandía y menos común en los Pirineos y la costa mediterránea; El 26% de la población francesa tiene el pelo rubio o castaño claro (14 por ciento de castaño claro, el 12 por ciento de varios grados de rubio), sólo el 4 por ciento de color de pelo negro y casi negro, el 23 % castaño oscuro, el 43 % castaño medio y 4 por ciento marrón rojizo y rojo.
En Islandia los rubios son el 64,70%, (marrón 26,20%, y pelirrojo 7,10%)
En Portugal, el promedio nacional de la población muestra un 11 % de diversos rastros de rubio, alcanzando un máximo del 15 % de personas rubias en Póvoa de Varzim, en el norte de Portugal.

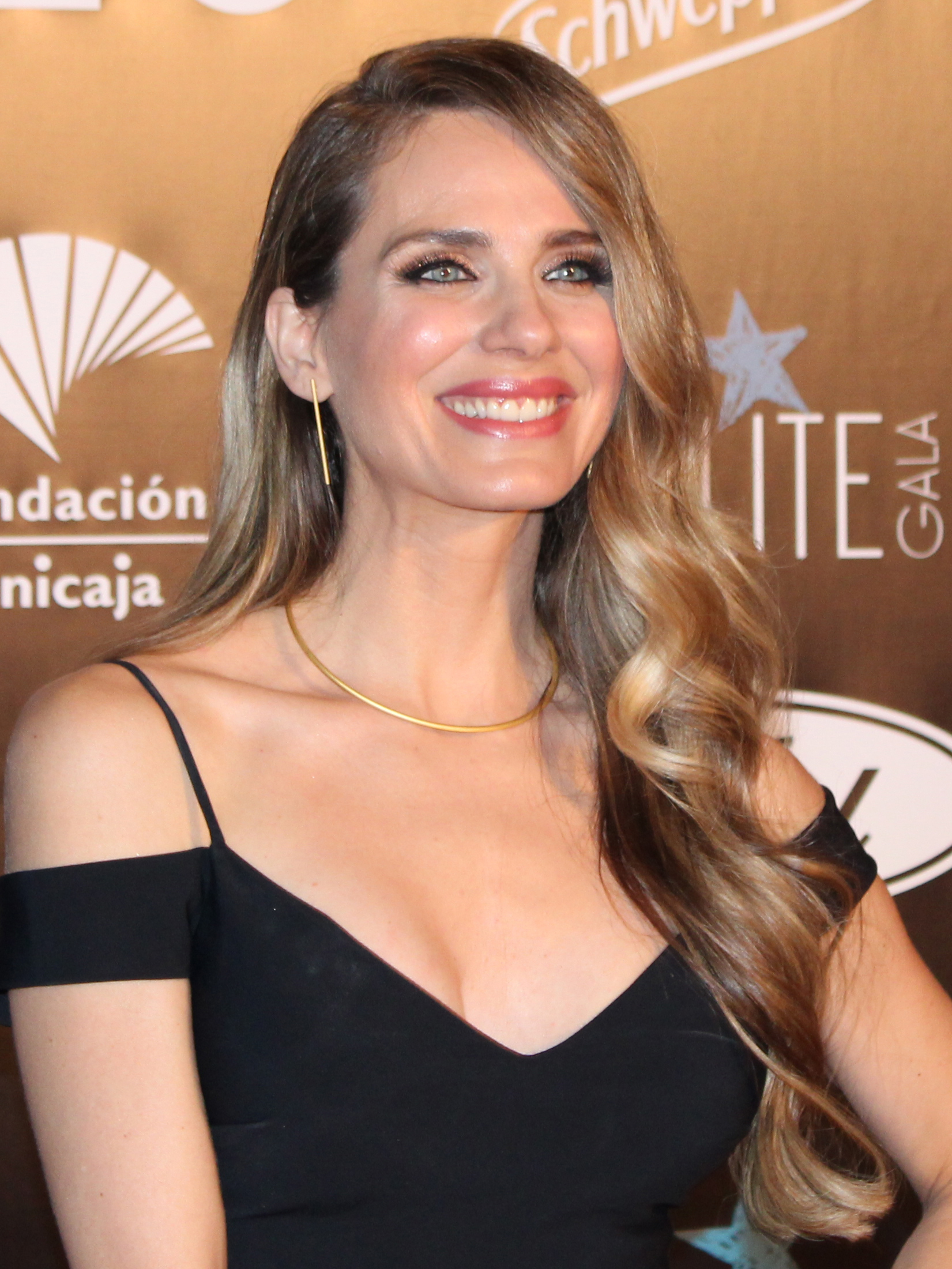
Ejemplo de española de pelo rubio.

En España el 7 % de los españoles es rubio natural (el 57 % es castaño, el 26 % moreno, el 3 % pelirrojo y el 10 % restante moreno y castaño claros), los rubios con ojos azules o verdes se encuentran más frecuentemente en el norte, en especial en algunas zonas (Galicia, por ejemplo) debido principalmente a los ancestros celtas (y celtíberos) que son una de las bases étnicas del pueblo hispánico y también por herencia de los suevos. La media de rubios nativos españoles en el norte es del 17-20 % y en el sur sólo del 2 %. Los rubios también se encuentran en zonas centrales de la península ibérica como en Castilla la Vieja, Madrid, Toledo y Castilla–La Mancha es frecuente encontrar individuos con el pelo dorado debido a los ancestros celtíberos y germánicos (godos), al igual que en Cataluña, Valencia, Andalucía y lo que fue el antiguo Reino de Aragón por haber recibido oleadas de vándalos centroeuropeos, bereberes rubios del Atlas y francos de Renania, allí se destacan asimismo nativos de éstas zonas mencionados con cabellos amarillos. También en la isla de Menorca existe una parte destacable de la población con el pelo rubio o pelirrojo y los ojos claros, como consecuencia de la dominación británica del siglo XVIII que duró casi 100 años. 
Según decían en el siglo XIV algunos exploradores españoles, los guanches que habitaban las islas Canarias también eran rubios y con ojos azules. Afirmación en parte verdadera, pues se sabe que existían guanches rubios y con ojos claros, aunque no todos tenían estas características.

### Asia
En Afganistán, los rubios son especialmente más comunes entre los tayikos (10 % de rubios, especialmente en la región de la Cordillera del Pamir) y nuristaníes (relacionados con los kalash) que tienen una frecuencia de rubios de 1 de 3.
En Pakistán, la tribu kalash tiene cabello mayoritariamente rubio. El cabello rubio puede surgir naturalmente entre otros grupos como la Frontera del Noroeste, áreas del norte de Pakistán y en la India, que incluye a los cachemires, los shina, los burusho y a los descendientes de colonos europeos (más adelante encontrados en Goa, Pondicherry).[cita requerida]
Los rubios también se encuentran en Turquía (especialmente en el norte del Cáucaso y en la parte oeste europea del país), en el Levante mediterráneo de Israel (especialmente entre los judíos asquenazíes, de origen europeo), relativamente escaso en Palestina, y en parte del norte de Irán, especialmente en las provincias caspias. En el oeste de Siria, Jordania y Líbano, hay un cierto porcentaje de rubios.

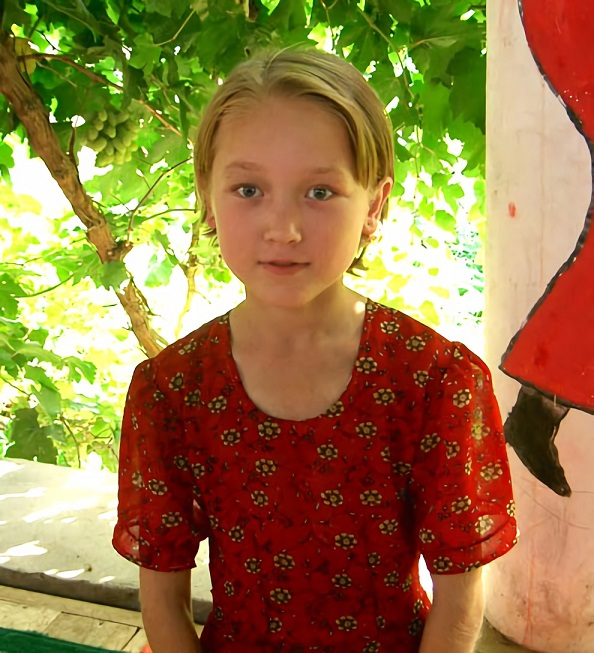
Rubia natural asiática de etnia uigur (niña de Turpan, Xinjiang, China) con brida mongólica

En Asia central, Asia Occidental (oriente medio) y Asia del Sur hay también una baja frecuencia de rubios naturales en ciertos grupos étnicos.

### Oceanía
Los aborígenes australianos, particularmente en la parte oeste-central del continente, tienen una alta frecuencia de pelo rubio-marrón, llegando al 90-100 % en los niños de ciertas áreas. Este rasgo entre los indígenas australianos está primordialmente asociado a los niños y mujeres, pues es verdad que conforme avanza su edad adquiere tonalidades más oscuras.

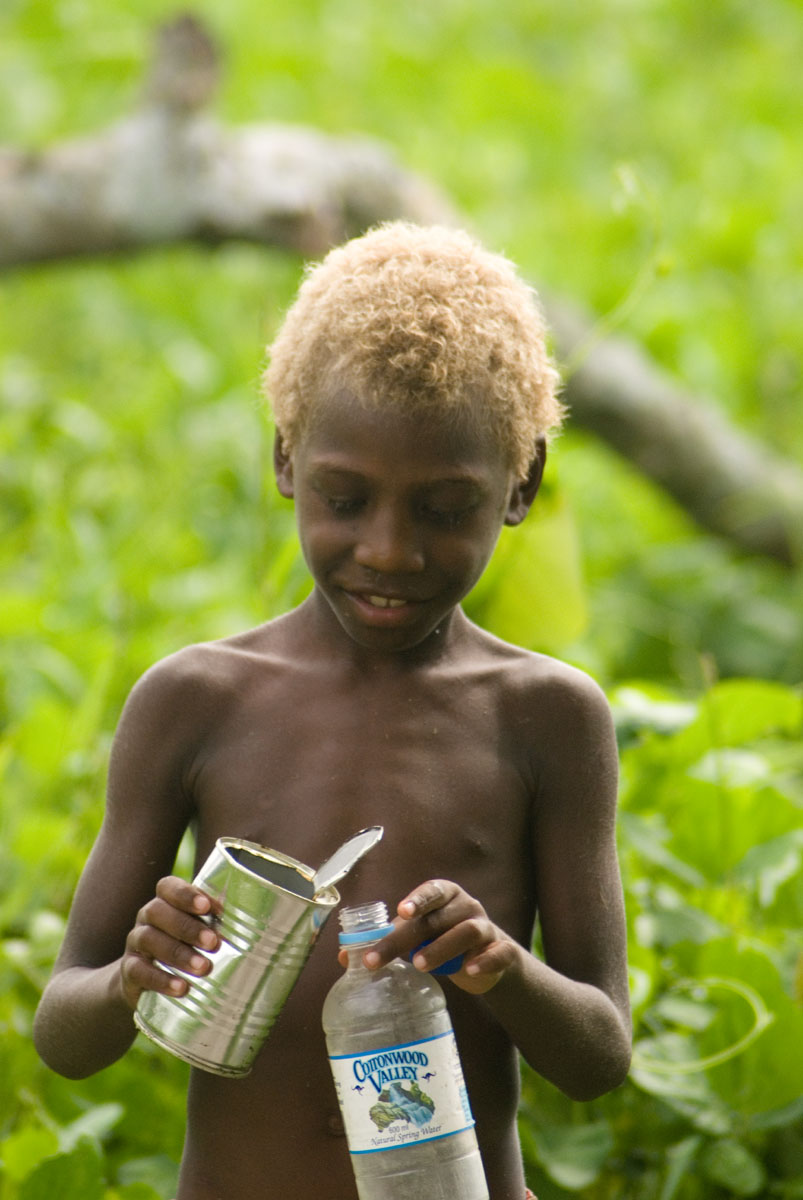
Niño rubio del archipiélago de Vanuatu.

Los rubios también pueden ser encontrados en otras partes de Oceanía como las Islas Salomón, Vanuatu y Fiyi. Una vez más, hay grandes incidencias en los niños debido a que portan esta mutación rubia indígena.

### América
Los rubios también han sido vistos en los indígenas sudamericanos conocidos como chachapoyas (Perú)

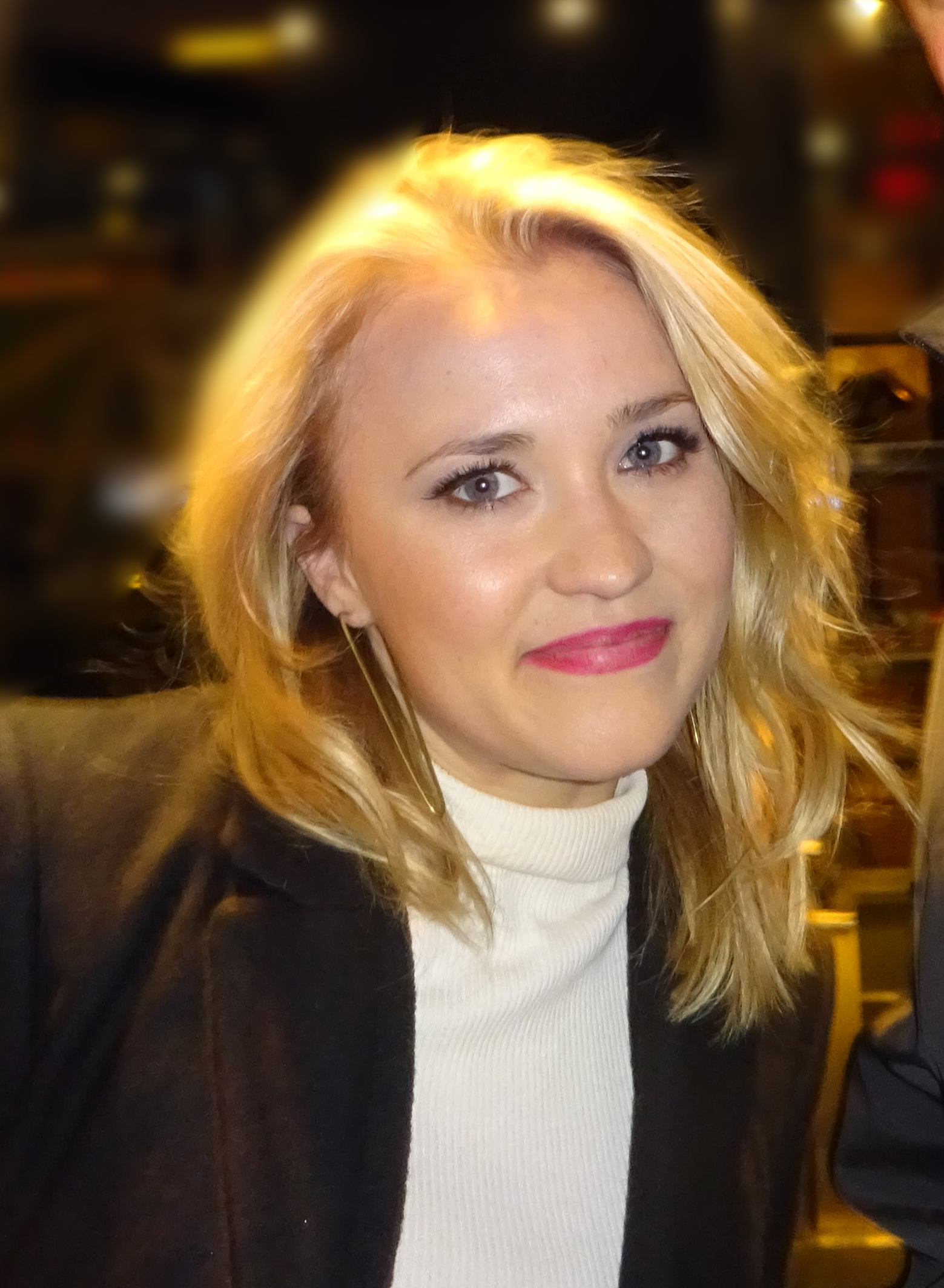
Rubio pelo corto

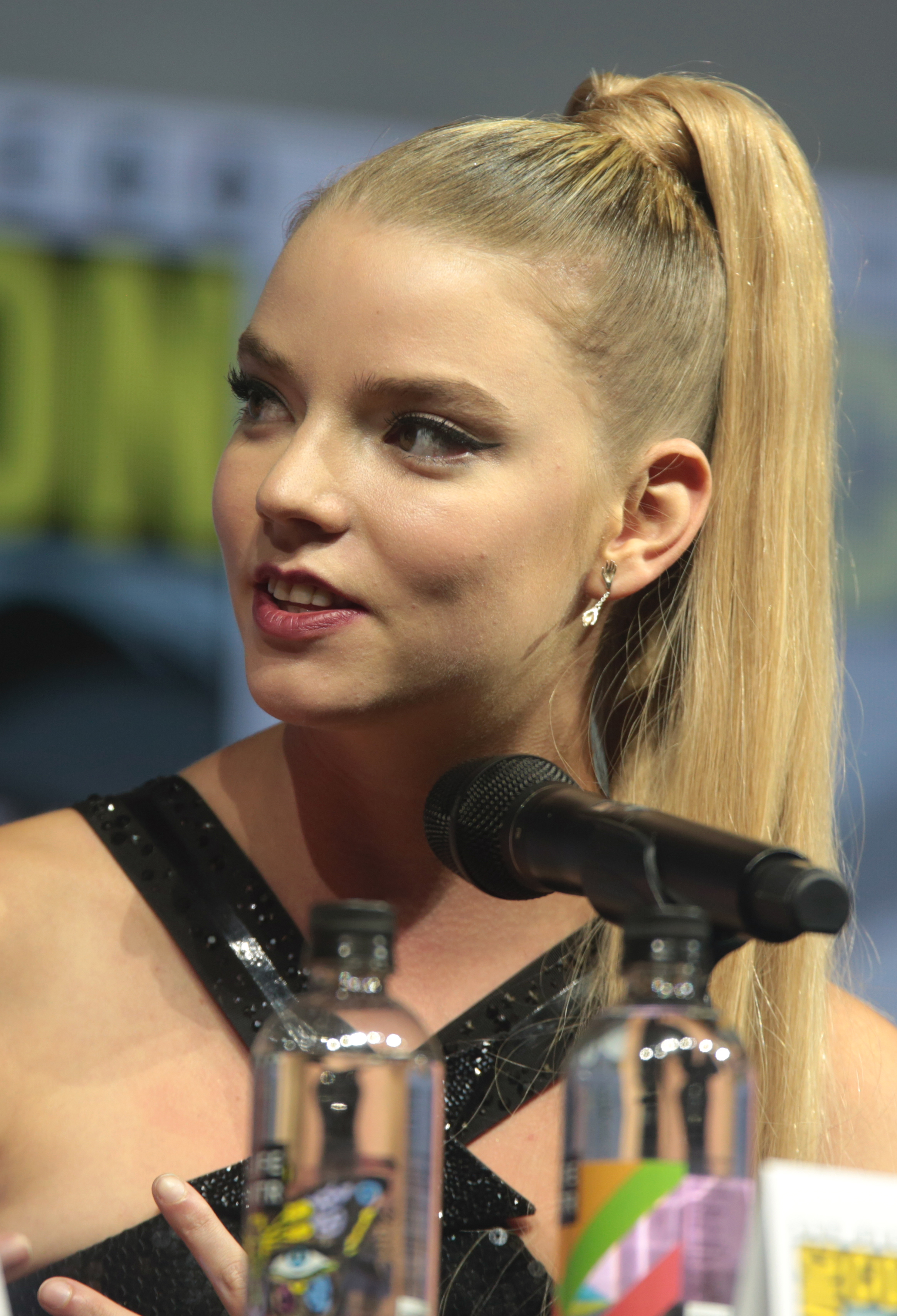
Rubio pelo largo.

Sin embargo, en América y Oceanía la presencia de población rubia se debe exclusivamente a la inmigración externa (principalmente europea) recibida tras la conquista luso-hispánica, británica y francesa, desde el siglo XVI en adelante; y en especial a las oleadas migratorias provenientes de Europa que impactaron en algunos países en el XIX, en particular en Estados Unidos, Canadá, Argentina, Australia, Nueva Zelanda, Chile, Uruguay y el sur de Brasil.[cita requerida]
Sobre Chile, un artículo científico de 2002 determinó que según una muestra de 1023 adolescentes de la Región Metropolitana de Santiago, el 2,5 % de los jóvenes de estrato socioeconómico bajo y el 17,6 % de aquellos de estrato alto tenían cabello rubio.

## Relación con la edad

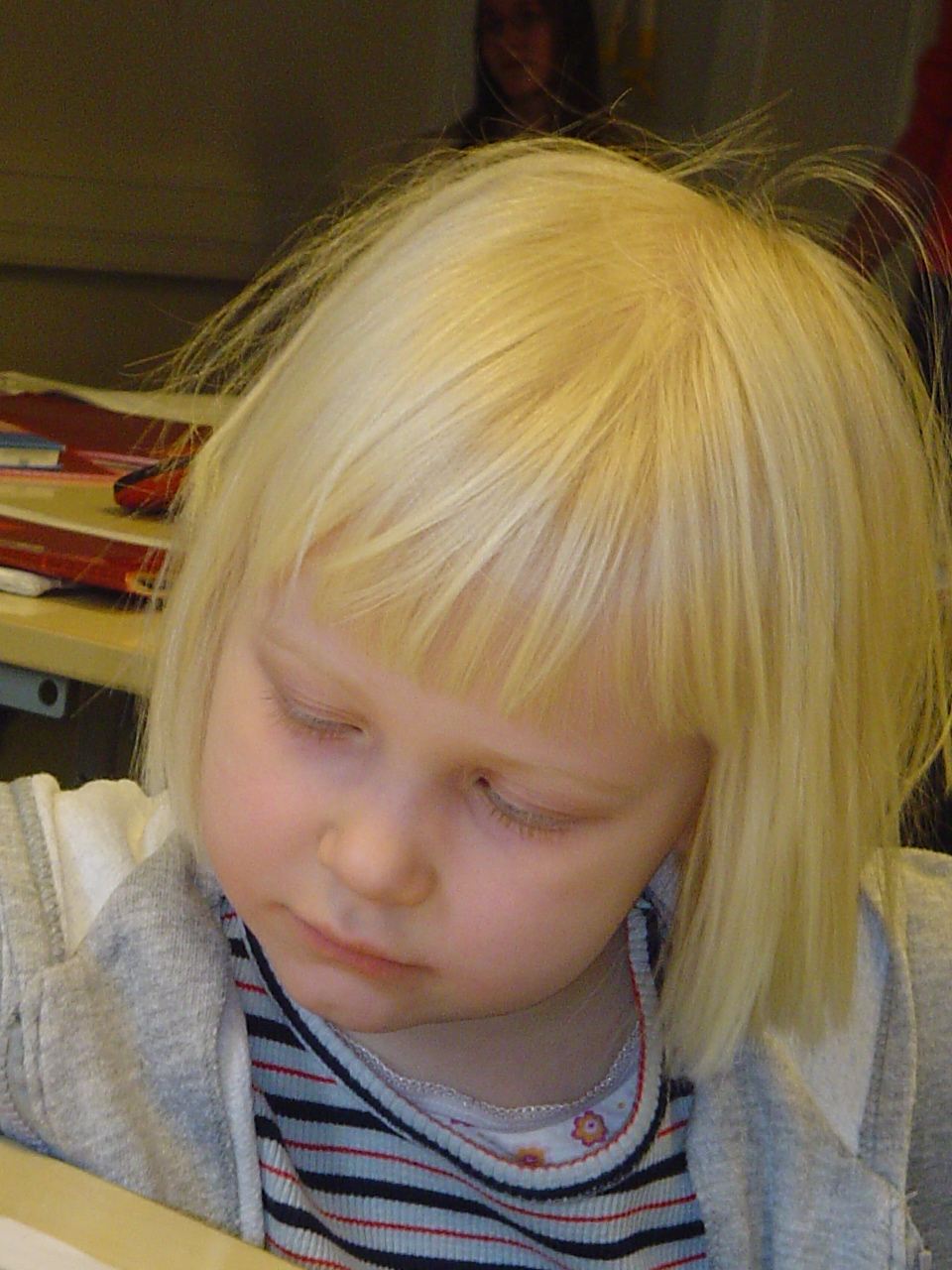
Una niña Finlandesa con el cabello rubio.

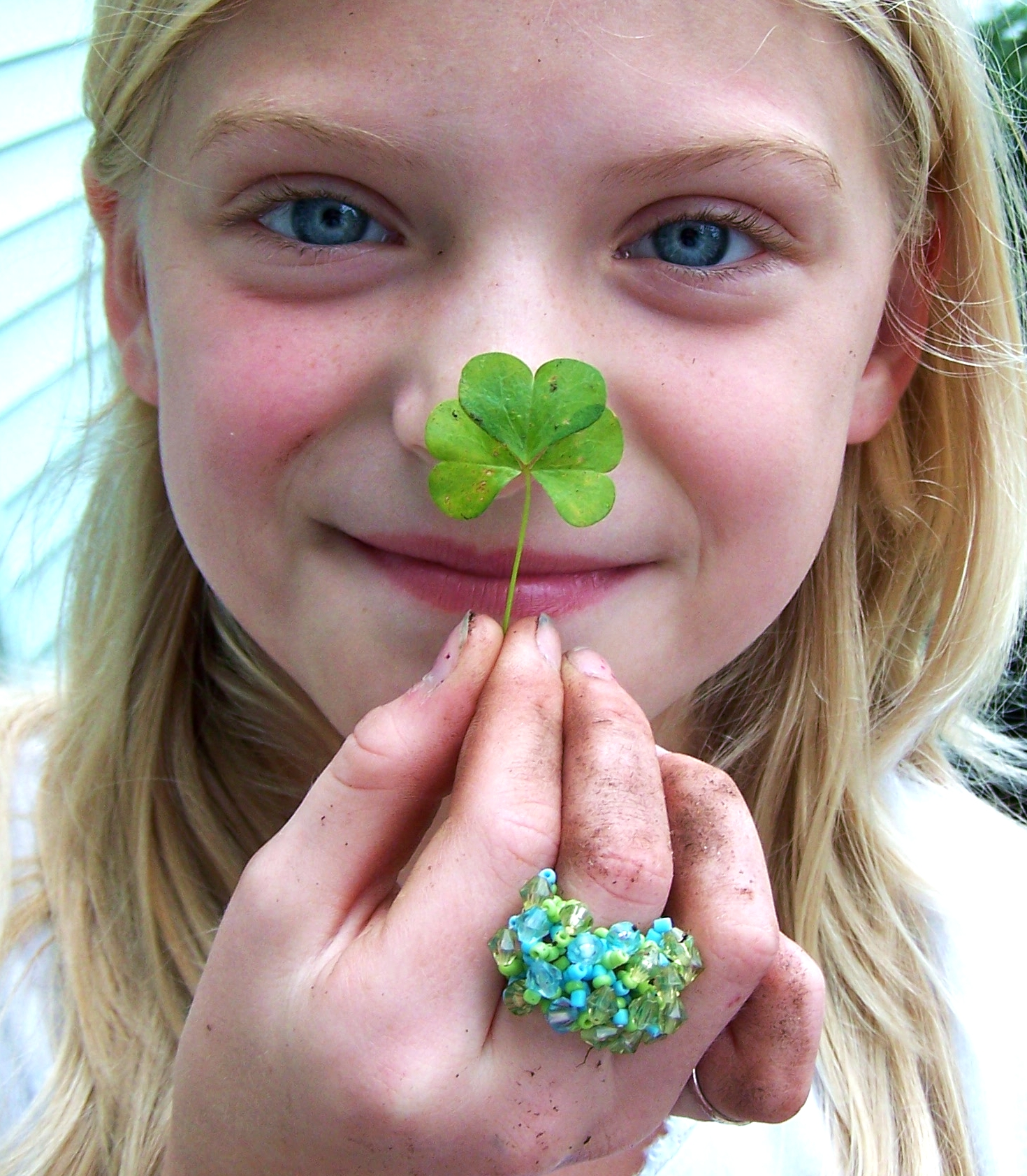
Niña con cabello rubio sosteniendo un trébol

El pelo rubio es más común en los niños de origen europeo, pero también entre niños de otros grupos étnicos que raramente suelen mantener el color rubio en edad adulta, desapareciendo ese color de pelo natal rápidamente. El pelo rubio tiende a oscurecerse con la edad, pasando los niños de ser rubios en su niñez a un color castaño o negro antes o durante su madurez.

## Cultura, mitología y folclore
En la mitología nórdica, la diosa Sif (esposa de Thor) era descrita como rubia.
En la Edda poética Ríg, el hombre rubio Jarl (rango más alto en Escandinavia después del rey) es considerado el ancestro de una dominante casta de guerreros. En el folclore clásico del norte de Europa, los niños rubios tenían mayor probabilidad de ser robados o cambiados y las hadas usaban a mujeres jóvenes rubias como señuelos.

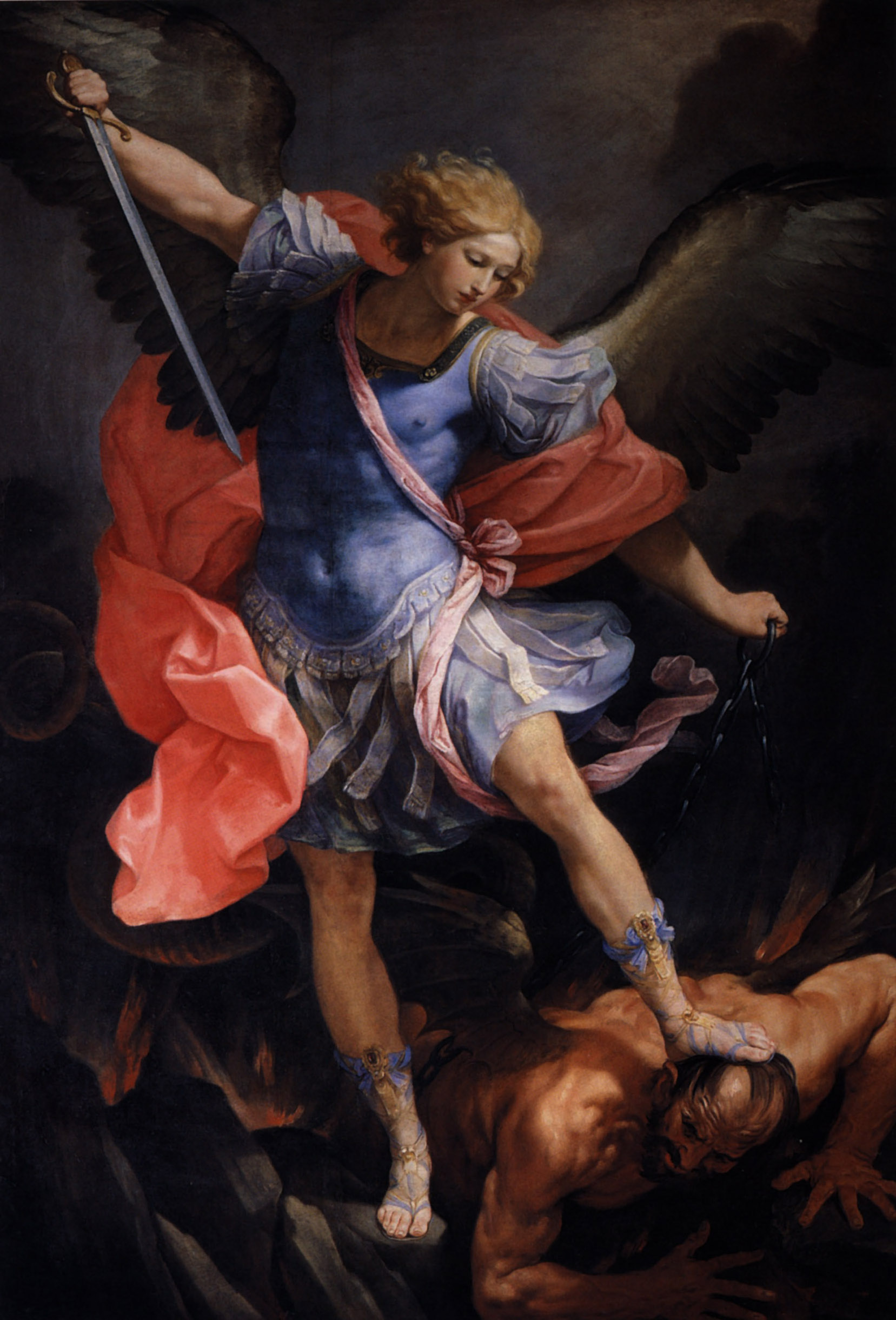
Derrota de Satanás por el Arcángel Miguel, de Guido Reni, iglesia de Santa Maria della Concezione dei Cappuccini, Roma, 1636

En los cuentos de hadas europeos, el cabello rubio solía ser la característica de los héroes o las heroínas. Esto ocurría en los textos, como en La Belle aux cheveux d'or de Madame d'Aulnoy, The Story of Pretty Goldilocks (The Beauty with Golden Hair), o en las ilustraciones de tales escenas.
Una notable excepción sería Blancanieves, la cual, debido al deseo de su madre por un niño «tan rojo como la sangre, tan blanco como la nieve, y tan negro como el ébano». tenía el cabello negro.
Esta tendencia también se observa en la literatura clásica: en la mitología griega, Afrodita, la diosa del amor y la belleza, tenía el cabello «dorado» (según los Papiros de Oxirrinco, Íbico, Hesíodo, la Teogonía y, siglos más adelante, el "rapto de Helena" de Coluto). En el Don Quijote de Miguel de Cervantes, Dulcinea representa el ideal de belleza (se dice que sus "cabellos son oro"). En el poema de Milton, Paradise Lost, Adán y Eva tienen «mechones dorados»; el protagonista mujeriego de la novela homónima de Guy de Maupassant, Bel Ami, tiene un "cabello rubio ligeramente rojizo-castaño" "en llamamiento a los héroes de los cuentos populares". Asimismo, al final de la obra de J. R. R. Tolkien El señor de los anillos, el favorable año después de la Guerra del Anillo se caracteriza en la Comarca por un número excepcional de nacimientos de niños rubios.
En la primera mitad de siglo XX, nordicistas tales como Madison Grant y Alfred Rosenberg asociaron el cabello rubio a la raza nórdica, que se distinguía de la aria por incluir lo que ellos llamaban la raza alpina de no-rubios. Durante la II Guerra Mundial, el cabello rubio era uno de los rasgos usados por los nazis para seleccionar a los niños eslavos para su posterior germanización.[cita requerida]
En la cultura contemporánea, se encuentra el estereotipo común de que los hombres encuentren a las mujeres rubias más atractivas que a otras con un color de pelo diferente. Alfred Hitchcock prefería en sus cástines a las mujeres rubias naturales para los papeles principales debido a que creía que la audiencia no sospecharía de ellas, creando el estereotipo de la "rubia Hitchcock".

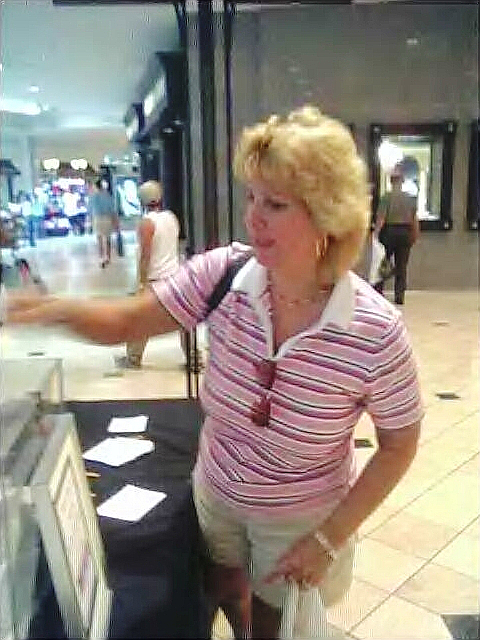
Mujer estadounidense haciendo compras en un centro comercial de Florida

Los chistes de rubias son una clase peyorativa de chistes basados en el estereotipo de la «rubia tonta», describiéndolas como poco inteligentes, sexualmente promiscuas o ambas. En otras partes de la cultura moderna, se describe a las mujeres rubias como promiscuas. Jean Harlow (una rubia-rojiza natural y más adelante rubia platino teñida) y Marilyn Monroe (de cabello rubio-pálido de pequeña volviéndose castaño de mayor) fueron famosos símbolos sexuales del cine americano del siglo XX y frecuentemente interpretaban roles de rubias tontas en sus películas.[cita requerida]

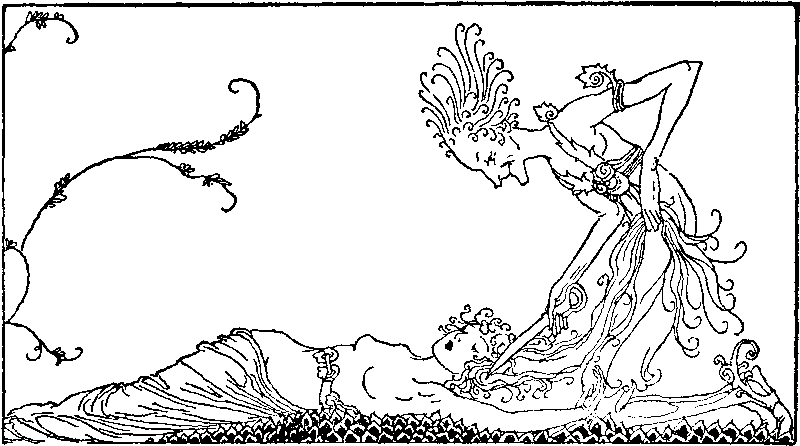
Loki corta los cabellos de la diosa Sif, ilustración de Willy Pogany (1920)

Según Francis Owens, la literatura romana describe un largo número de bien conocidas personalidades históricas romanas como rubias. Además, había 250 personas con el nombre Flavio (Flavius), que significa rubio, y muchos otros con el nombre Rufo (Rufus) y Rutilio (Rutilius), que significan 'pelirrojo' y 'de pelo rojizo', respectivamente. 
La importante familia romana de los Flavii era la de Julio César y Augusto.
Según la mitología clásica, los siguientes dioses romanos poseían cabello rubio: Cupido, Apolo, Aurora, Dioniso, Ceres, Diana, Júpiter, Marte, Mercurio, Minerva y Venus.
El historiador Suetonio describe la apariencia física del emperador Nerón, descendiente de una familia aristócrata, como: "... de claro cabello rubio,... sus ojos son azules...".
En el mundo árabe e Irán, las mujeres de la alta sociedad se tiñen el cabello de rubio como ideal de belleza. La modelo paquistaní Nada El-Yassir comenta que "en ciertas áreas del mundo árabe se te considera más bello cuanto más claro eres".[cita requerida]